# Route nationale 208a
Die N208A war eine französische Nationalstraße, die 1893 zwischen der N208 am Pont de Villaron im Tal der Verdon und dem Ort Thorame-Haute festgelegt wurde. In Ort führte sie bis zur Kirche. Ihre Länge betrug einen Kilometer. In Betrieb ging die Straße zwei Jahre später. 1973 wurde sie zur D908A abgestuft.